# Fukomys kafuensis
Fukomys kafuensis е вид бозайник от семейство Bathyergidae. Видът е световно застрашен, със статут Уязвим.

## Разпространение
Разпространен е в Замбия.